# Agustín Pérez Tapia
Agustín Pérez Tapia (Neuquén, Argentina, 19 de marzo de 1999) es un baloncestista argentino que se desempeña en la posición de escolta en Peñarol de Mar del Plata de la Liga Nacional de Básquet de Argentina. 

## Trayectoria
Pérez Tapia aprendió a jugar al baloncesto en Independiente de Neuquén, pero fue en Pérfora de Plaza Huincul donde terminó su formación. Jugó en gran nivel con ese club en la temporada 2016-17 del Torneo Federal de Básquetbol, por lo que fue convocado a la selección de Neuquén que compitió y conquistó el Campeonato Argentino de Básquet 2017. 
Posteriormente dio el salto a La Liga Argentina, donde jugó tres temporadas: la primera como ficha juvenil de San Isidro, y las dos siguientes como titular en Centro Español de Plottier. 
En 2020 se incorporó a Argentino de Junín de la Liga Nacional de Básquet. En su primera temporada en la máxima categoría del baloncesto argentino promedió 10.9 puntos, 2.9 rebotes y 2.5 asistencias por partido en 38 presentaciones. Al año siguiente fue contratado por San Lorenzo. Concluyó la temporada como uno de los mejores jugadores del plantel, motivo por el cual fue contratado por Quimsa. En el club santiagueño fue relegado al banco de suplentes, pero hizo un importante aporte a lo largo de la temporada 2022-23, la cual culminaría con la conquista del título por parte de su equipo.
En julio de 2023 fue fichado por San Martín de Corrientes. Sin embargo sólo permaneció un año allí, retornando en agosto de 2024 a Quimsa.
En julio de 2025 se unió a Peñarol de Mar del Plata.

### Clubes
| Club                       | País      | Año             |
| -------------------------- | --------- | --------------- |
| Pérfora                    | Argentina | 2016 - 2017     |
| San Isidro                 | Argentina | 2017 - 2018     |
| Centro Español de Plottier | Argentina | 2018 - 2020     |
| Argentino de Junín         | Argentina | 2020 - 2021     |
| San Lorenzo                | Argentina | 2021 - 2022     |
| Quimsa                     | Argentina | 2022 - 2023     |
| San Martín de Corrientes   | Argentina | 2023 - 2024     |
| Quimsa                     | Argentina | 2024 - 2025     |
| Peñarol de Mar del Plata   | Argentina | 2025 - Presente |

## Selección nacional
Pérez Tapia fue miembro de los seleccionados juveniles de baloncesto de Argentina, llegando a formar parte del plantel que terminó tercero en el Campeonato FIBA Américas Sub-16 de 2015 de Bahía Blanca. 
Formó parte del plantel que obtuvo la medalla de oro en el torneo de baloncesto masculino de los Juegos Panamericanos de 2023.